# Saison 2017 de l'équipe cycliste Armée de terre
La saison 2017 de l'équipe cycliste Armée de terre est la septième de cette équipe.

## Préparation de la saison 2017

### Sponsors et financement de l'équipe
L'équipe est financée par le ministère des Armées. En novembre le ministère décide de ne plus renouveler le partenariat avec l'équipe cycliste.

### Arrivées et départs
| Arrivées           | Équipe 2016                |
| ------------------ | -------------------------- |
| Romain Campistrous | GSC Blagnac Vélo Sport 31  |
| Bastien Duculty    | VC Villefranche Beaujolais |
| Damien Gaudin      | AG2R La Mondiale           |
| Morgan Kneisky     | Raleigh GAC                |
| Julien Loubet      | Fortuneo-Vital Concept     |
| Steven Tronet      | Fortuneo-Vital Concept     |

| Départs        | Équipe 2017              |
| -------------- | ------------------------ |
| Bruno Armirail | Occitane CF              |
| Yoann Barbas   | AVC Aix-en-Provence      |
| Alexis Bodiot  | VC amateur Saint-Quentin |
| Julien Duval   | AG2R La Mondiale         |
| Clément Penven | CC Nogent-sur-Oise       |
| Benoît Sinner  | UC Nantes Atlantique     |

## Coureurs et encadrement technique

### Effectif

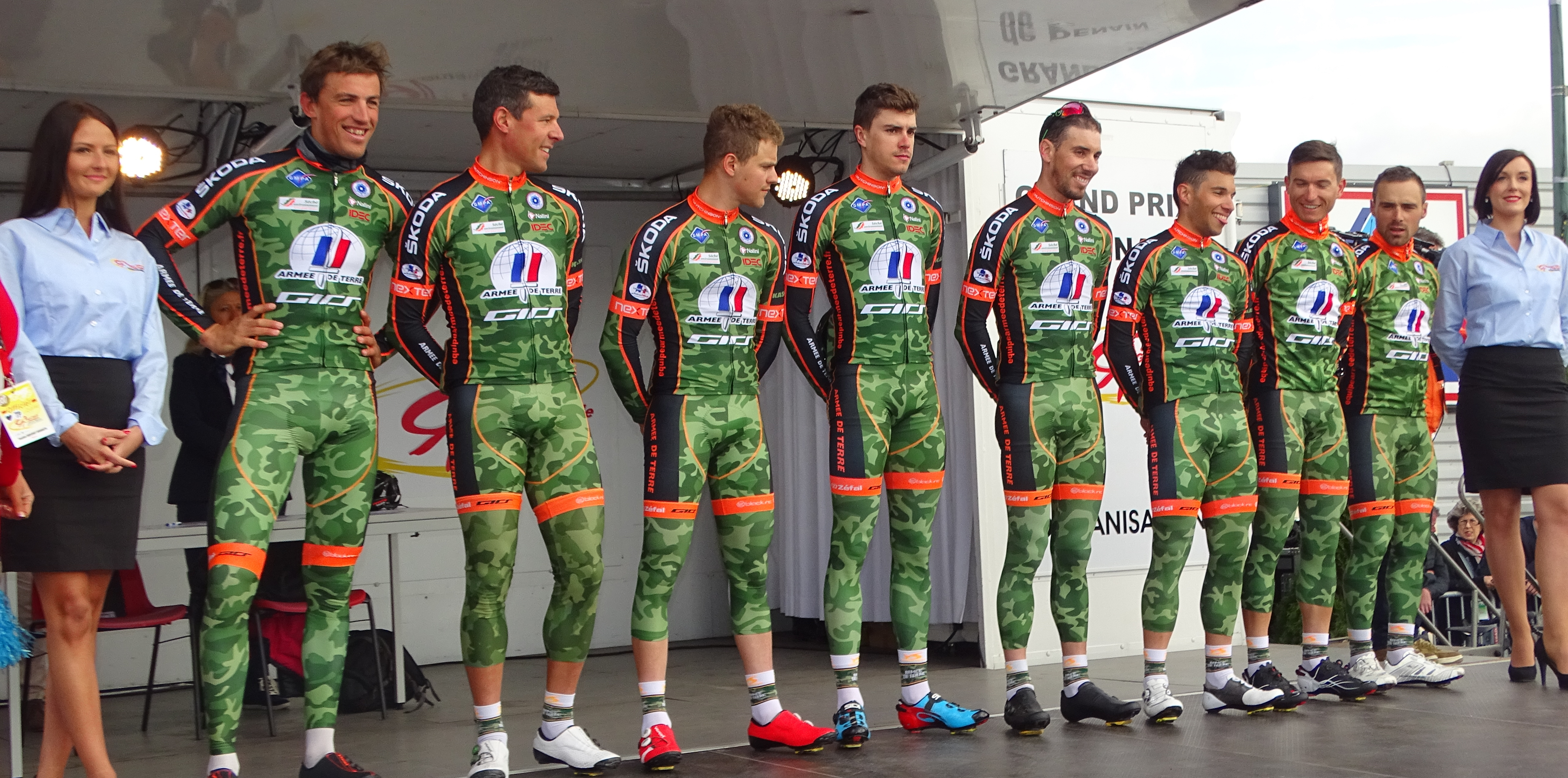
L'équipe Armée de terre lors du Grand Prix de Denain.

| Effectif 2017                                               | Effectif 2017     | Effectif 2017 | Effectif 2017                       |
| Cycliste                                                    | Date de naissance | Pays          | Équipe précédente                   |
| ----------------------------------------------------------- | ----------------- | ------------- | ----------------------------------- |
| Bryan Alaphilippe                                           | 17 août 1995      | France        | Guidon Chalettois (2014)            |
| Romain Campistrous                                          | 16 juillet 1992   | France        | GSC Blagnac Vélo Sport 31 (2016)    |
| Fabien Canal                                                | 4 avril 1989      | France        | US Giromagny VTT (2013)             |
| Bastien Duculty                                             | 28 novembre 1992  | France        | VC Villefranche Beaujolais (2016)   |
| Thibault Ferasse                                            | 12 septembre 1994 | France        | UC Nantes Atlantique (2015)         |
| Damien Gaudin                                               | 20 août 1986      | France        | AG2R La Mondiale (2016)             |
| Yann Guyot                                                  | 26 février 1986   | France        | Sojasun espoir-ACNC (2010)          |
| Morgan Kneisky                                              | 31 août 1987      | France        | Team Raleigh GAC (2016)             |
| Romain Le Roux                                              | 3 juillet 1992    | France        | BIC 2000 (2012)                     |
| Kévin Lebreton                                              | 30 octobre 1993   | France        | UC Cholet 49 (2013)                 |
| Jordan Levasseur                                            | 29 mai 1995       | France        | USSA Pavilly Barentin Junior (2013) |
| Julien Loubet                                               | 11 janvier 1985   | France        | Fortuneo-Vital Concept (2016)       |
| Jérôme Mainard                                              | 25 août 1986      | France        | CR4C Roanne (2014)                  |
| Stéphane Poulhiès                                           | 26 juin 1985      | France        | Occitane CF (2015)                  |
| Jimmy Raibaud                                               | 13 novembre 1991  | France        | CR4C Roanne (2014)                  |
| Thomas Rostollan                                            | 18 mars 1986      | France        | AVC Aix-en-Provence (2015)          |
| Benjamin Thomas                                             | 12 septembre 1995 | France        | Bourges EC 18 (2014)                |
| Steven Tronet                                               | 14 octobre 1986   | France        | Fortuneo-Vital Concept (2016)       |
| Yannis Yssaad                                               | 25 juin 1993      | France        | Sojasun espoir-ACNC (2015)          |
|                                                             |                   |               |                                     |
| Sources : ProCyclingStats Cycling Quotient Cycling Archives |                   |               |                                     |

### Encadrement
Jimmy Casper reste l'entraîneur de l'équipe et les directeurs sportifs sont toujours les mêmes.

## Bilan de la saison

### Victoires

#### Sur route
.
| Date       | Course                                                                              | Pays       | Classe | Vainqueur         |
| ---------- | ----------------------------------------------------------------------------------- | ---------- | ------ | ----------------- |
| 12/03/2017 | Paris-Troyes                                                                        | France     | 1.2    | Yannis Yssaad     |
| 25/03/2017 | 6e étape du Tour de Normandie                                                       | France     | 2.2    | Damien Gaudin     |
| 15/04/2017 | Tour du Finistère                                                                   | France     | 1.1    | Julien Loubet     |
| 17/04/2017 | Tro Bro Leon                                                                        | France     | 1.1    | Damien Gaudin     |
| 28/04/2017 | 4e étape du Tour de Bretagne                                                        | France     | 2.2    | Damien Gaudin     |
| 30/04/2017 | Paris-Mantes-en-Yvelines                                                            | France     | 1.2    | Fabien Canal      |
| 11/05/2017 | 3e étape des Quatre Jours de Dunkerque - Tour des Hauts de France                   | France     | 2.HC   | Benjamin Thomas   |
| 21/05/2017 | 3e étape du Paris-Arras Tour                                                        | France     | 2.2    | Jordan Levasseur  |
| 21/05/2017 | Classement général du Paris-Arras Tour                                              | France     | 2.2    | Jordan Levasseur  |
| 26/05/2017 | 6e étape de l'An Post Rás                                                           | Irlande    | 2.2    | Yannis Yssaad     |
| 31/05/2017 | Prologue du Tour de Luxembourg                                                      | Luxembourg | 2.HC   | Damien Gaudin     |
| 9/06/2017  | 2e étape de la Ronde de l'Oise                                                      | France     | 2.2    | Yannis Yssaad     |
| 11/06/2017 | 4e étape de la Ronde de l'Oise                                                      | France     | 2.2    | Jordan Levasseur  |
| 15/06/2017 | 1re étape de la Route du Sud                                                        | France     | 2.1    | Julien Loubet     |
| 22/07/2017 | 1re étape du Tour de Wallonie                                                       | Belgique   | 2.HC   | Benjamin Thomas   |
| 6/07/2017  | 1re étape du Grand Prix International de Torres Vedras - Trophée Joaquim-Agostinho  | Portugal   | 2.2    | Yannis Yssaad     |
| 8/07/2017  | 3e étape a du Grand Prix International de Torres Vedras - Trophée Joaquim-Agostinho | Portugal   | 2.2    | Yannis Yssaad     |
| 22/07/2017 | 1re étape du Tour de Wallonie                                                       | Belgique   | 2.HC   | Benjamin Thomas   |
| 04/08/2017 | Prologue du Tour du Portugal                                                        | Portugal   | 2.1    | Damien Gaudin     |
| 07/08/2017 | 3e étape du Tour du Portugal                                                        | Portugal   | 2.1    | Bryan Alaphilippe |
| 10/09/2017 | Grand Prix de la ville de Nogent-sur-Oise                                           | France     | 1.2    | Jordan Levasseur  |

#### Sur piste
| Date       | Course                                               | Pays   | Classe | Vainqueur                        |
| ---------- | ---------------------------------------------------- | ------ | ------ | -------------------------------- |
| 07/05/2017 | Fénioux Piste International #1 course scratch        | France | C2     | Benjamin Thomas                  |
| 07/05/2017 | Fénioux Piste International #1 course aux points     | France | C2     | Benjamin Thomas                  |
| 07/05/2017 | Fénioux Piste International #1 course à l'américaine | France | C2     | Benjamin Thomas - Morgan Kneisky |
| 19/08/2017 | Championnat de France de l'omnium                    | France | CN     | Benjamin Thomas                  |

#### En cyclo-cross
| Date       | Course                                                  | Pays   | Classe | Vainqueur    |
| ---------- | ------------------------------------------------------- | ------ | ------ | ------------ |
| 3/12/2017  | Coupe de France de cyclo-cross #3, Jablines             | France | C1     | Fabien Canal |
| 30/12/2017 | Classement général de la Coupe de France de cyclo-cross | France | CN     | Fabien Canal |